# 全日本空輸ホールディングス
全日本空輸ホールディングス(HD)、全日空ホールディングス(HD)
→会社名誤り。
→もしかして
- ANAホールディングス

ではありませんか？